# بيرجيت أرينيوس
ولدت بيرجيت أرينيوس (بالسويدية: Birgit Arrhenius)‏، اسمها عند الولادة كلاين في 25 أغسطس من عام 1932، وهي عالمة آثار وأستاذة فخرية في جامعة ستوكهولم. كانت أستاذة في علم الآثار المختبري، وأول رئيسة لمختبر البحوث الأثرية في الجامعة. تركز عملها على دراسة العديد من الأماكن بما فيها مالارين وهيلغو، بحثت في اللوحات المعدنية التي تعود لعصور ما قبل التاريخ وأعمال الجارنيت بتقنية كلويسون. كما أنها عضو في الأكاديمية السويدية للعلوم. وحصلت على ميدالية غوستا بيرغ من الجمعية الوطنية الملكية.

## المسيرة المهنية
ولدت بيرجيت أريينيوس أو بيرجيت كلاين في 25 أغسطس من عام 1932. وهي واحدة من ستة أبناء لجيردا كلاين وزوجها أوسكار كلاين (عالم سويدي في الفيزياء النظرية درس في جامعة ستوكهولم). كانت النفقات كبيرة للغاية فرفض والدها جائزة وسام النجم القطبي، حتى قدم له العميد تكاليف حفل توزيع الجوائز الباهظة.
اتبعت أرينيوس خطا والدها بأن أصبحت أستاذة في جامعة ستوكهولم. كما عملت من عام 1986 وحتى عام 1988 بصفتها أستاذة في علم الآثار المختبري، وكانت أول رئيسية لمركز البحوث الأثرية الذي تأسس في عام 1976 في الجامعة. شاركت في التنقيب ونشر الاكتشافات التي عثر عليها في المواقع الأثرية في كل من هيلغو وبيوركو. اقترحت الورقة البحثية التي نشرتها في عام 1983 إعادة تحليل التسلسل الزمني للمقابر الموجودة في فندل. وفي عام 1992، أثبتت من خلال المسح الليزري أن هناك محارباً راقصاً على إحدى لوحات تورسلوندا المصبوبة في قوالب من البرونز والتي كانت تستخدم في تزيين الخوذ، يبدو وكأنه قد فقد إحدى عينيه، واقترحت أرينيوس أنه الإله الجرماني أودين ذو العين الواحدة.
انتخبت أرينيوس في الأول من أكتوبر من عام 1991 للأكاديمية الملكية السويدية للآداب والتاريخ والآثار، وحصلت في العام التالي على ميدالية غوستا بيرغ التي تُمنح لأولئك الذين بذلوا جهوداً مذهلة في مجالات التراث الثقافي من قبل الجمعية الوطنية الملكية. كما أنها أستاذة فخرية في جامعة ستوكهولم.

## المنشورات
- أرينيوس، بيرجيت (1983). «التسلسل الزمني لمقابر فندل». في لام، جان بيدر ونوردستوم، هانز- آك (محرران). دراسات فترة فندل: معاملات ندوة قارب القبور في ستوكهولم، في الفترة بين 2 وحتى 3 شباط من عام 1981. دراسات متحف الآثار الوطنية، ستوكهولم. 2. ستوكهولم: متحف ستانيس هيستيكا. ص. 39-70.
- أرينيوس، بيرجيت وفريج، هينري (1992). شظايا «اللوحات المعدنية من الشرق الأوسط في أوبسالا القديمة والتي تم تحليلها باستخدام المسح الليزري» (PDF). مختبر الآثار. جامعة ستوكهولم (6): 75-110.

## أعمال مختارة
- تحليل لشظايا اللوحات المعدنية التي عثر عليها في أوبسالا القديمة بالمسح الليزري.

## نبذة مختصرة
حُللت ثماني عشر لوحة معدنية عثر عليها في التل الشرقي في أوبسالا القديمة، وجرت مقارنة رسومها مع الخرائط المحيطية القياسية والخريطة الشخصية التي صنعت باستخدام أداة المسح الليزري، وجرى توصيفها وصنعها من قبل هنري فريج، وقد شكلت عاملاً مفيداً للغاية. من خلال التعرف على الشظايا الصغيرة، أصبح إظهار الأشكال المجسمة التسعة والتي تُعرف بخوذات فندل السبع أمراً ممكناً. وعلى عكس ما هو معروف عن الخوذات الأخرى، لم يُعثر على نسخ مكررة من هذه الأشكال المجسمة، في حين عُثر على تصاميم متشابكة في عدة حالات.
وُجد أن هذه الزخارف المتشابكة قريبة جداً من زخارف فندل الأربعة عشر، وعلى الأرجح أنها زينت أغطية الخوذ بالطريقة نفسها. في جميع الأحوال، إن النقص التام لأجزاء معدنية من الخوذ في أوبسالا يجعل من المحتمل أن تكون هذه الخوذ مصنوعة من الجلد، بحيث يشكل رأس الحيوان الذي كان يستخدم لتركيب قطعة الأنف التفاصيل المعدنية الثقيلة.
نظراً لكون حجم هذه اللوحات المعدنية أصغر من تلك التي نراها على خوذات أخرى، ونتيجة لتوضعها في صف واحد (بسبب نقص التكرارات)، يمكننا استنتاج أن حجم هذه الخوذة كان صغيراً إلى حد ما. ما قد يشير إلى أنها تعود لأمير رضيع مثل الخوذة الجلدية التي عثر عليها في قبر كاتدرائية كولونيا. لذلك لا بد من أخذ المناظرة القديمة حول الهيكل العظمي الذكري المفقود في المنطقة الشرقية من جبال أوبسالا القديمة بالاعتبار.